# Yumbi
Yumbi ist eine Stadt im Westen der Demokratischen Republik Kongo in der Provinz Mai-Ndombe.

## Geschichte
Ende 2018 kam es in und um Yumbi zu Gewalt zwischen verschiedenen Volksgruppen. Dabei wurden rund 890 Menschen getötet. Aufgrund der Gewalt wurden am 26. Dezember 2018 die Präsidentschafts- und Parlamentswahlen, die für den 30. Dezember 2018 angesetzt sind, für das Gebiet von Yumbi auf März 2019 verschoben.